# Van Halen (álbum)
Van Halen é o álbum de estreia da banda Van Halen, gravado em 1977 e lançado em 10 de fevereiro de 1978. Este álbum está na lista dos 200 álbuns definitivos no Rock and Roll Hall of Fame. Ocupa também a 415ª colocação na Lista dos 500 melhores álbuns de sempre da Revista Rolling Stone.

## História
A banda já era conhecida por tocar covers nos bares de Los Angeles. Os integrantes da banda queriam mostrar um som diferente do que era tocado nas rádios nos anos 70. Durante uma apresentação em um bar em 1976, o baixista e vocalista do Kiss, Gene Simmons, viu eles tocando, gostou e os chamou para gravar uma demo que, entretanto, não foi aceita pelas gravadoras. Eles continuaram procurando mais oportunidades de mostrar o som da banda.
Já em 77, Ted Templeman (um produtor da Warner Music Group) apareceu e os viu tocando no mesmo bar em que Gene Simmons encontrou-os em 76. Ted gostou e resolveu dar um jeito de contratá-los e gravar o disco.
Os integrantes da banda assinaram contrato com a Warner Music Group em maio de 1977 e em setembro do mesmo ano as gravações para o álbum começaram e durou apenas três semanas e sua produção custou apenas 40.000 dólares, que foi considerado barato. 
A turnê subseqüente levou em primeiro lugar no acto de abertura a banda Journey, com Montrose pelos Estados Unidos. Mais tarde, foi com o Black Sabbath novamente pelos Estados Unidos e Europa.

## Capa
A foto da capa do álbum foi tirada no Whisky a Go Go e mostra os quatro integrantes separados em cada quadrado. A guitarra segurada por Eddie no cover do álbum é a conhecida Frankenstrat, constituída de um braço  comprado na Boogie Bodies e de um corpo Stratocaster feito por Wayne Charvel na Califórnia, sendo então montada por Edward na garagem de seus pais.
No jogo oficial licenciado pela banda, denominado Guitar Hero: Van Halen, nove das onze faixas do álbum estão disponíveis para se jogar; apenas "Little Dreamer" e "On Fire" não estão presentes.

## Repercussão

### Critica
Este álbum é amplamente considerado um dos melhores e mais famosos álbuns de hard rock e heavy metal de todos os tempos, sendo aclamado tanto por críticos, quanto pelo público.
Por sua grande habilidade com a guitarra, Eddie Van Halen foi elevado ao mais alto patamar da história da guitarra, popularizando também a técnica de Tapping, visível no famoso solo Eruption, que influenciou milhares e milhares de guitarristas atuais, entre eles Steve Vai, Joe Satriani, Zakk Wylde e os já falecidos Dimebag Darrell e Randy Rhoads.

### Comercial
Segundo à RIAA, o álbum vendeu mais de 10 milhões de cópias somente nos Estados Unidos, tornando-se um dos álbuns de estreia mais vendidos no país, recebendo também o Disco de Diamante. Em 19 de setembro de 2000, uma versão remasterizada do álbum foi lançada pela Warner Bros. Records, melhorando significativamente a qualidade do áudio de todas as faixas, além de apresentar todos os trabalhos de arte originais da versão de vinyl.

### Honras
| Publicação                 | Lista                                            | Posição |
| -------------------------- | ------------------------------------------------ | ------- |
| Kerrang!                   | "100 Greatest Heavy Metal Albums of All Time"    | 2       |
| TopTenREVIEWS              | "Top Albums of All Time"                         | 20      |
| Guitar World               | "50 Greatest Guitar Albums"                      | 7       |
| 95.5 KLOS                  | "Top 100 Albums of All Time"                     | 5       |
| Gibson                     | "Top 50 Guitar Albums"                           | 1       |
| Pitchfork Media            | "Top 100 Albums of the 1970s"                    | 73      |
| Metal Rules                | "The Top 100 Heavy Metal Albums"                 | 30      |
| Rock and Roll Hall of Fame | "The Definitive 200: Top 200 Albums of All-Time" | 60      |
| Rolling Stone              | "500 Greatest Albums Ever"                       | 415     |

## Faixas
Todas as faixas por Edward Van Halen, Alex Van Halen, David Lee Roth e Michael Anthony, exceto quando anotado.

### Lado A
| N.º | Título                           | Duração |  |
| 1.  | "Runnin' with the Devil"         | 3:36    |  |
| 2.  | "Eruption" (Instrumental)        | 1:43    |  |
| 3.  | "You Really Got Me" (Ray Davies) | 2:39    |  |
| 4.  | "Ain't Talkin' 'Bout Love"       | 3:50    |  |
| 5.  | "I'm the One"                    | 3:47    |  |

### Lado B
| N.º | Título                      | Duração |  |
| 1.  | "Jamie's Cryin'"            | 3:30    |  |
| 2.  | "Atomic Punk"               | 3:02    |  |
| 3.  | "Feel Your Love Tonight"    | 3:45    |  |
| 4.  | "Little Dreamer"            | 3:23    |  |
| 5.  | "Ice Cream Man" (John Brim) | 3:20    |  |
| 6.  | "On Fire"                   | 3:01    |  |

## Integrantes
- David Lee Roth: vocal e guitarra acústica
- Eddie Van Halen: guitarra, guitarra elétrica, vocal de apoio
- Michael Anthony: baixo, vocal de apoio
- Alex Van Halen: bateria

## Produção
- Produtor: Ted Templeman
- Engenheiros: Donn Landee, Peggy McCreary, Kent Nebergall, Logan Jervis
- Coordenador do projeto: Jo Motta
- Direção de arte: Dave Bhang
- Design: Dave Bhang
- Fotografia: Elliot Gilbert
- Composição tipográfica: Jodi Cohen

## Posições

### Álbum
| País - Parada Musical (1978)             | Melhor posição |
| ---------------------------------------- | -------------- |
| Estados Unidos - Pop Albums              | 19             |
| Estados Unidos - Billboard 200           | 117            |
| Canadá - Canadian Albums Chart           | 18             |
| Austrália - ARIA Charts                  | 17             |
| Alemanha - German Albums Chart           | 5              |
| Nova Zelândia - New Zealand Albums Chart | 22             |
| Reino Unido - UK Albums Chart            | 24             |

### Singles
Billboard (América do Norte)
| Ano  | Single                     | Chart       | Posição |
| ---- | -------------------------- | ----------- | ------- |
| 1978 | "You Really Got Me"        | Pop Singles | 36      |
| 1978 | "Runnin' with the Devil"   | Pop Singles | 84      |
| 1978 | "Jamie's Cryin'"           |             |         |
| 1978 | "Ain't Talkin' 'Bout Love" |             |         |

## Certificações
| País           | Certificador | Certificação | Vendas      |
| -------------- | ------------ | ------------ | ----------- |
| Estados Unidos | RIAA         | Diamante     | 10 000 000+ |
| Canadá         | Music Canada | 4× Platina   | 400 000+    |
| Países Baixos  | NVPI         | Platina      | 25 000+     |
| Finlândia      | IFPI         | Platina      | 20 000+     |
| Grã-Bretanha   | BPI          | Ouro         | 100 000+    |
| Alemanha       | IFPI         | Ouro         | 100 000+    |
| França         | SNEP         | Ouro         | 100 000+    |

## Certificação RIAA
- Ouro: 24 de maio de 1978
- Platina: 10 de outubro de 1978
- Multi-platina:
  - 22 de outubro de 1984 (5x)
  - 1 de fevereiro de 1989 (6x)
  - 29 de setembro de 1993 (7x)
  - 11 de julho de 1994 (8x)
- Diamante: 7 de agosto de 1996